# Prêmio Angelo Agostini de melhor lançamento
Lançamento é uma das categorias do Prêmio Angelo Agostini, premiação brasileira dedicada aos quadrinhos que é realizada pela Associação dos Quadrinhistas e Caricaturistas do Estado de São Paulo (AQC-ESP) desde 1985.

## História
A categoria de melhor lançamento faz parte do Prêmio Angelo Agostini desde sua segunda edição, em 1986. É destinada a premiar publicações de artistas brasileiros cuja primeira edição, número especial ou exemplar único tenha sido lançado no ano anterior ao da cerimônia de premiação. Os vencedores são escolhidos por voto aberto, inicialmente para associados da AQC-ESP e associações de quadrinistas de outros estados e, depois de algumas edições, para quaisquer interessados, fossem profissionais ou leitores.
A partir da edição de 2006, o envio das cédulas com os votos, que até então podia ser feita apenas pelo correio, passou a também ocorrer por e-mail. Uma nova mudança foi realizada na edição de 2013: os votos passaram a ser feitos diretamente no blog oficial da AQC-ESP, o que resultou em um grande aumento no número de votos (14.937 nesta edição contra um total que dificilmente passava de 500 nas anteriores).
Na edição de 2011, foi criada a categoria de melhor lançamento independente, com o mesmo critério de seleção de publicações, mas voltado exclusivamente para quadrinhos editados pelo próprio autor ou por pequenas editoras com baixa tiragem. Uma nova "subdivisão" foi criada na 36ª edição, realizada em 2021, com a criação da categoria de melhor lançamento infantil.
Na edição de 2019, o prêmio teve pela primeira vez uma relação de indicados em cada categoria (até o ano anterior, a cédula de votação não trazia indicação de nomes, cabendo a cada votante escrever seu escolhido). A comissão organizadora do prêmio convidou diversos profissionais da área para a seleção dos indicados.
Devido à pandemia de COVID-19, o 36.º Prêmio Angelo Agostini, que deveria ter ocorrido em 2020, foi realizado em janeiro de 2021. Esse problema se manteve na edição seguinte, focada na produção de quadrinhos de 2020, mas que teve sua votação, em caráter de emergência, realizada no início de 2022. O cronograma foi regularizado ainda em 2022 com a realização da 38.ª edição do prêmio no segundo semestre.

## Vencedores
| Ano  | Vencedores | Outros indicados | Notas                    |
| ---- | --- | --- | ------------------------ |
| 1986 | Chiclete com Banana Angeli (Circo Editorial) | Votação aberta, sem lista de indicados | [ 2 ]                    |
| 1986 | Medo vários autores (Press Editorial) | Votação aberta, sem lista de indicados | [ 2 ]                    |
| 1987 | Bundha Newton Foot (Press Editorial) | Votação aberta, sem lista de indicados | [ 13 ]                   |
| 1988 | Radar vários autores (Press Editorial) | Votação aberta, sem lista de indicados | [ 14 ]                   |
| 1989 | Seleções do Quadrix: Garra Cinzenta Francisco Armond e Renato Silva (Edições Waz) | Votação aberta, sem lista de indicados | [ 4 ] [ 15 ]             |
| 1990 | O Menino Maluquinho vários autores (Editora Abril) | Votação aberta, sem lista de indicados | [ 4 ] [ 15 ]             |
| 1991 | Piratas do Tietê Laerte Coutinho (Circo Editorial) | Votação aberta, sem lista de indicados | [ 16 ] [ 4 ] [ 15 ]      |
| 1992 | Grafic Trapa Marcelo Cassaro, Watson Portela e Gustavo Machado (Editora Abril) | Votação aberta, sem lista de indicados | [ 17 ] [ 4 ] [ 15 ]      |
| 1993 | Pau-Brasil vários autores (Vidente) | Votação aberta, sem lista de indicados | [ 3 ] [ 4 ] [ 15 ]       |
| 1994 | SemiDeuses Alessandro A. Librandi e Walter Jr. (Saga) | Votação aberta, sem lista de indicados | [ 18 ]                   |
| 1995 | Mulher-Diaba no Rastro de Lampião Ataíde Braz e Flavio Colin (Nova Sampa) | Votação aberta, sem lista de indicados | [ 19 ]                   |
| 1996 | Coleção Assombração vários autores (Ediouro) | Votação aberta, sem lista de indicados | [ 20 ]                   |
| 1997 | Gibizão da Turma da Mônica vários autores (Editora Globo) | Votação aberta, sem lista de indicados | [ 21 ]                   |
| 1998 | Metal Pesado vários autores (Metal Pesado) | Votação aberta, sem lista de indicados | [ 22 ]                   |
| 1999 | Cybercomix vários autores (Bookmakers) | Votação aberta, sem lista de indicados | [ 23 ]                   |
| 2000 | O Dobro de Cinco Lourenço Mutarelli (Devir) | Votação aberta, sem lista de indicados | [ 24 ]                   |
| 2001 | Fawcett André Diniz e Flavio Colin (Nona Arte) | Votação aberta, sem lista de indicados | [ 25 ]                   |
| 2002 | Fábrica de Quadrinhos 2001 vários autores (Devir) | Votação aberta, sem lista de indicados | [ 26 ]                   |
| 2003 | Madame Satã (Coleção Opera Brasil) Luiz Antonio Aguiar e Julio Shimamoto (Opera Graphica) | Votação aberta, sem lista de indicados | [ 27 ]                   |
| 2004 | Roko-Loko e Adrina-Lina Marcio Baraldi (Opera Graphica) | Votação aberta, sem lista de indicados | [ 28 ]                   |
| 2005 | Roko-Loko e Adrina-Lina Atacam Novamente Marcio Baraldi (Opera Graphica) | Votação aberta, sem lista de indicados | [ 29 ]                   |
| 2006 | Tattoo Zinho Marcio Baraldi (Opera Graphica) | Votação aberta, sem lista de indicados | [ 30 ]                   |
| 2007 | Katita: Tiras Sem Preconceito Anita Costa Prado e Ronaldo Mendes (Marca de Fantasia) | Votação aberta, sem lista de indicados | [ 31 ]                   |
| 2008 | Menino Caranguejo Chicolam e Paulo Kielwagen (Splinter Comics) | Votação aberta, sem lista de indicados | [ 32 ]                   |
| 2009 | Menina Infinito Fábio Lyra (Desiderata) | Votação aberta, sem lista de indicados | [ 33 ]                   |
| 2010 | Roko-Loko e Adrina-Lina: Hey Ho, Let's Go! Marcio Baraldi (Rock Brigade) | Votação aberta, sem lista de indicados | [ 34 ]                   |
| 2011 | Bando de Dois Danilo Beyruth (Zarabatana Books) | Votação aberta, sem lista de indicados | [ 35 ]                   |
| 2012 | Ação Magazine vários autores (Lancaster Editorial) | Votação aberta, sem lista de indicados | [ 36 ]                   |
| 2013 | Astronauta: Magnetar Danilo Beyruth (Panini Comics) | Votação aberta, sem lista de indicados | [ 8 ]                    |
| 2014 | Meninos & Dragões Lucio Luiz e Flavio Soares (Editora Abril) | Votação aberta, sem lista de indicados | [ 37 ]                   |
| 2015 | Yeshuah: Onde Tudo Está Laudo Ferreira Jr. e Omar Viñole (Devir) | Votação aberta, sem lista de indicados | [ 38 ]                   |
| 2016 | Valkíria: A Fonte da Juventude Alex Mir e Alex Genaro (Editora Draco) | Votação aberta, sem lista de indicados | [ 39 ]                   |
| 2017 | Spectrus: Paralisia do Sono Thiago Spyked (Crás Editora) | Votação aberta, sem lista de indicados | [ 40 ]                   |
| 2018 | Labirinto Thiago Souto (Editora Mino) | Votação aberta, sem lista de indicados | [ 41 ]                   |
| 2019 | Gibi de Menininha Germana Viana, Renata CB Lzz, Roberta Cirne, Camila Suzuki, Mari Santtos, Clarice França, Katia Schittine, Fabiana Signorini, Milena Azevedo, Carol Pimentel, Ana Recalde, Talessa K e Camila Torrano (Zarabatana Books) | - A Revolução dos Bichos (Odyr / Quadrinhos na Cia.) - Ânsia Eterna (Verônica Berta / SESI-SP Editora) - Cidade de Sangue (Márcio Jr. e Julio Shimamoto / MMarte) - Jeremias: Pele (Rafael Calça e Jefferson Costa / Panini Comics) - O Idiota (André Diniz / Quadrinhos na Cia.) - O Santo Sangue (Marcel Bartholo e Laudo Ferreira Jr. / Jupati Books) - Periferia Cyberpunk (vários autores / editora Draco) - Quando Você Foi Embora (Ana Cardoso / Balão Editorial) - Tate Rei: Revolta em Paty (Eduardo Vetillo / Palavras Projetos Editoriais)                                                                              | [ 42 ] [ 43 ]            |
| 2020 | Contos dos Orixás Hugo Canuto (Ébórá Comics Group) | - Gibi de Menininha 2: O Faroeste É Mais Embaixo (organizado por Germana Viana / Zarabatana Books) - Monstruário volume 2 (Lucas Oda e Mario Cau / Jupati Books) - Mulheres & Quadrinhos (organizado por Dani Marino e Laluña Machado / Skript Editora) - Pão Francês (Aline Zouvi / Editora Incompleta) - Roseira, Medalha, Engenho e Outras Histórias (Jefferson Costa / Pipoca & Nanquim) - Salseirada (Al Stefano / Zapata Edições) - Tina: Respeito (Fefê Torquato / Panini Comics) - Três Buracos (Shiko / Editora Mino) | [ 44 ] [ 45 ] [ nota 1 ] |
| 2021 | Apagão: Fruto Proibido Raphael Fernandes, Abel e Fabi Marques (Draco) | - A Alma Que Caiu do Corpo (André Toral / Veneta) - As Aventuras de Fabrício Bomtempo: O Anel Cardinale (Christian David e Ernani Cousandier / Physalis) - Canil (Rodrigo Ramos e Marcel Bartholo / Carniça) - Clássicos Brasileiros em HQ: Senhora (Luiz Antonio Aguiar e Shiko / Ática) - Mayara & Annabelle: Hora Extra (Pablo Casado e Talles Rodrigues / Fictícia) - Os Faroleiros e Outros Contos de Monteiro Lobato (Laudo Ferreira / Editora do Brasil) - Província Negra (Kaled Kambour e Kris Zullo / Gabaju) - Sob a Luz do Arco-Íris (Mário César Oliveira, org. / Skript) - Valente Por Você (Vitor Cafaggi / Panini) | [ 46 ] [ 47 ] [ nota 1 ] |
| 2022 | Confinada Leandro Assis e Triscila Oliveira (Todavia) | - Anne de Green Gables em Quadrinhos (Larissa Palmieri, Mario Cau e Fabi Marques / Principis) - Brega Story (Gidalti Jr. / Brasa) - Como Eu Sobrevivi à Covid-19 e Seus Amigos (Guabiras / Draco) - Depois Que o Brasil Acabou (João Pinheiro / Veneta) - Escuta, Formosa Márcia (Marcello Quintanilha / Veneta) - Kriança Índia (Rafa Campos e Álvaro Maia / Universo Guará) - O Crime de Lorde Arthur Savile (Flavio Soares / Ultimato do Bacon) - Piteco: Presas (Eduardo Ferigato / Panini) - Quadrinhos Queer (Ellie Irineu, Gabriela Borges e Guilherme Smee, orgs. / Skript)                                                | [ 12 ]                   |
| 2023 | Nos Olhos de Quem Vê (Helô D'Angelo / HarperCollins) | - Barrela (João Pinheiro / Brasa) - Em Busca do Tintin Perdido (Ricardo Leite / Noir) - Espinhela Caída (Tiago Holsi / MMarte Produções) - João Verdura e o Diabo (Lillo Parra e Marcel Bartholo / Balão) - Mukanda Tiodora (Marcelo D'Salete / Veneta) - Não Nasci Sabendo (Aline Zouvi / Selo Harvi) - Paulo Freire #presente (Rogério Faria, Ricardo Sousa, Jefferson Costa e Ren Nolasco / Draco) - Piratas do Cangaço (Al Stefano / Zapata) - Sonhonauta (Shun Izumi / Conrad) | [ 48 ]                   |